# Cantonul Lusigny-sur-Barse
Cantonul Lusigny-sur-Barse este un canton din arondismentul Troyes, departamentul Aube, regiunea Champagne-Ardenne, Franța.

## Comune
- Bouranton
- Clérey
- Courteranges
- Fresnoy-le-Château
- Laubressel
- Lusigny-sur-Barse (reședință)
- Mesnil-Saint-Père
- Montaulin
- Montiéramey
- Montreuil-sur-Barse
- Rouilly-Saint-Loup
- Ruvigny
- Thennelières
- Verrières